# Bellator 88
 Bellator LXXXVIII  é um evento de MMA, organizado pelo Bellator Fighting Championships, que aconteceu em 7 de fevereiro de 2013 no Arena at Gwinnett Center em Duluth, Georgia. 

## Background
O Bellator 88 foi a sede das Quartas de Final do Torneio de Penas da Quarta Temporada do Bellator.